# Sandheds- og forsoningskommissionen
Sandheds- og forsoningskommissionen (engelsk: Truth and Reconciliation Commission eller blot TRC) var en domstolslignende instans, der blev nedsat efter apartheid-styrets fald Sydafrika.
Kommissionens mandat var at fremskaffe vindesbyrd om omfanget af menneskerettighedsovertrædelser under apartheid og at dokumentere sådanne overtrædelser og i nogle tilfælde at give amnesti i de personer, der havde medvirket ved overtrædelserne.
Desmond Tutu var kommissionens formand.
Kommissionen blev nedsat i 1995 og kommissionen afgav sin endelige rapport den 28. oktober 1998.
I rapporten beskrev kommissionen de overtrædelser af menneskerettighederne og andre forbrydelser, herunder voldsanvendelse, som apartheidstyret og de forskellige modstandsbevægelser, herunder ANC havde begået undet apartheidstyret.

## Eksterne links
- Hvad var Sandheds- og forsoningskommissionen?, afrika.dk Arkiveret 2. april 2015 hos  Wayback Machine
- The TRC Report - Sandheds- og forsoningskommissionens endelige rapport (på engelsk) Arkiveret 29. januar 2010 hos  Wayback Machine